# Santiago Lluís Dupuy de Lôme
Santiago Lluís Dupuy de Lôme (València, 1818 - Alacant, 1882) fou un polític valencià. La seva família era d'origen francès i s'havia establit a València a començaments del segle xix com a marxants i comerciants de seda que adquiriren la fàbrica de coneguda com la Batifora a Patraix, que el 1837 instal·là la primera màquina de vapor al País Valencià, i nombroses propietats a Ontinyent. El 1842, com a pròxim al liberalisme progressista, fou nomenat administrador dels Béns Nacionals a la província de València. Aprofità el càrrec per a adquirir béns desamortitzats, i quan el desembre de 1851 deixà el càrrec fou nomenat alcalde de Barcelona, càrrec que ocupà fins a desembre de 1852. Aleshores ja era pròxim al Partit Moderat i després a la Unió Liberal, amb la que fou nomenat governador civil de les províncies de Tarragona (1859), Toledo (1861), Sevilla (1864) i Màlaga (1865).
La revolució de 1868 va provocar que tant ell com tots els dirigents moderats es mantinguessin marginats políticament durant el Sexenni Democràtic. Amb l'arribada de la restauració borbònica tornà a la política, i el 1875 fou nomenat governador civil de la província de Cadis, càrrec que deixà el 1877 quan fou nomenat vocal del Consell Superior d'Agricultura, Indústria i Comerç i de la Junta d'Aranzels i Valoracions. Fou pare dels polítics Federico i Enrique Dupuy de Lome y Paulín.